# Beckbrukets chefsbostad

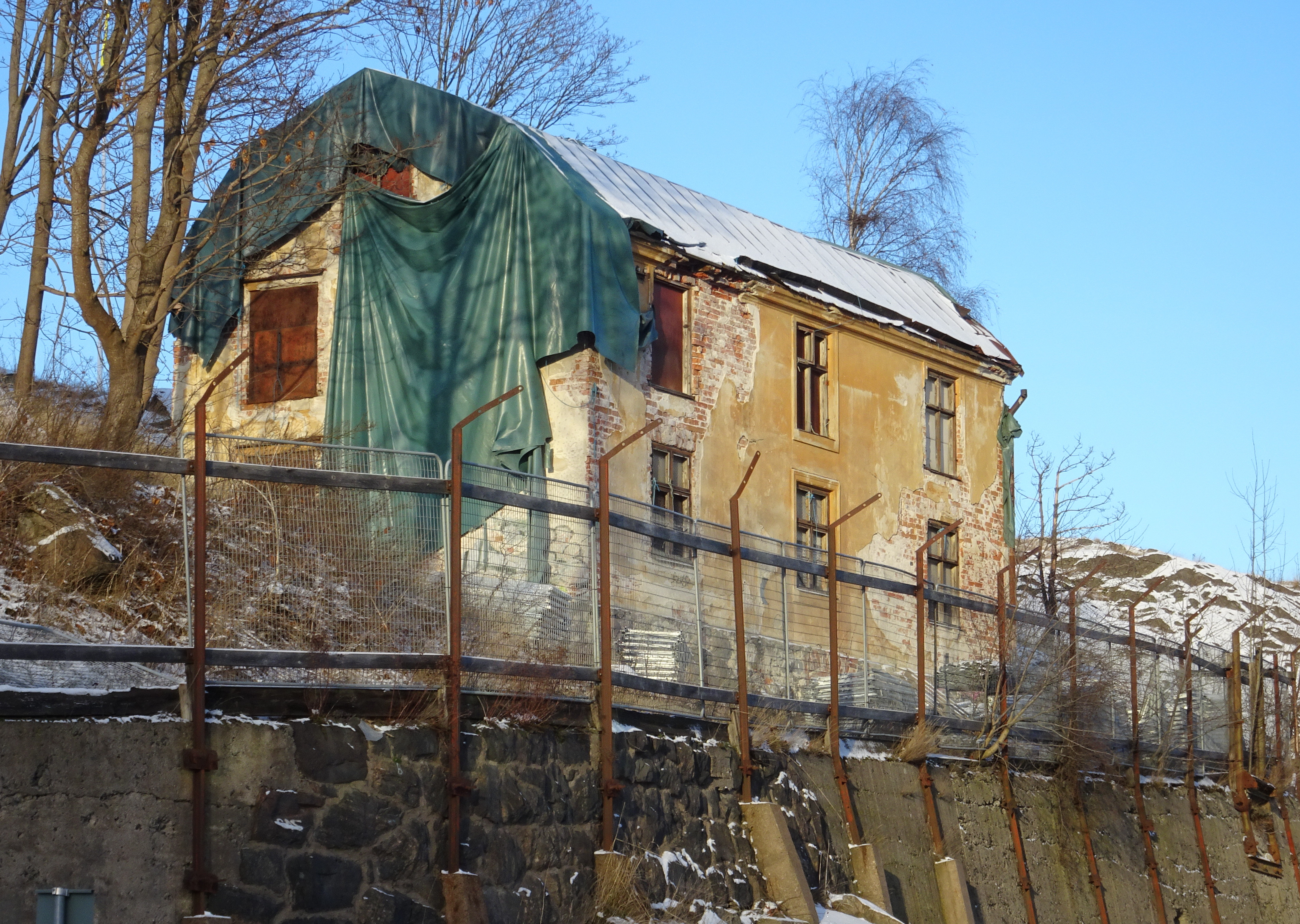
Före detta Beckbrukets chefsbostad, Finnboda, januari 2022.

Beckbrukets chefsbostad (fastighet Sicklaön 37:79) kallas en kulturhistoriskt värdefull byggnad vid Finnboda varvsväg 11 på nordvästra Sicklaön i Nacka kommun. Huset uppfördes på 1830-talets början som chefsbostad för Nya Beckbruket och är idag Finnbodas äldsta bevarade byggnad. Fastigheten har en q-märkning i gällande detaljplan, vilket innebär att den ej får rivas eller exteriört förvanskas. Enligt en antikvarisk förundersökning från 1998 representerar byggnaden ”en viktig del av Finnboda varvs bruksmiljö dels boendet i varvets närhet, dels en högreståndsmiljö kopplad till varvet”. Huset står för närvarande (2022) tomt och förfallet i väntan på renovering.

## Historik

### Beckbrukets chefsbostad

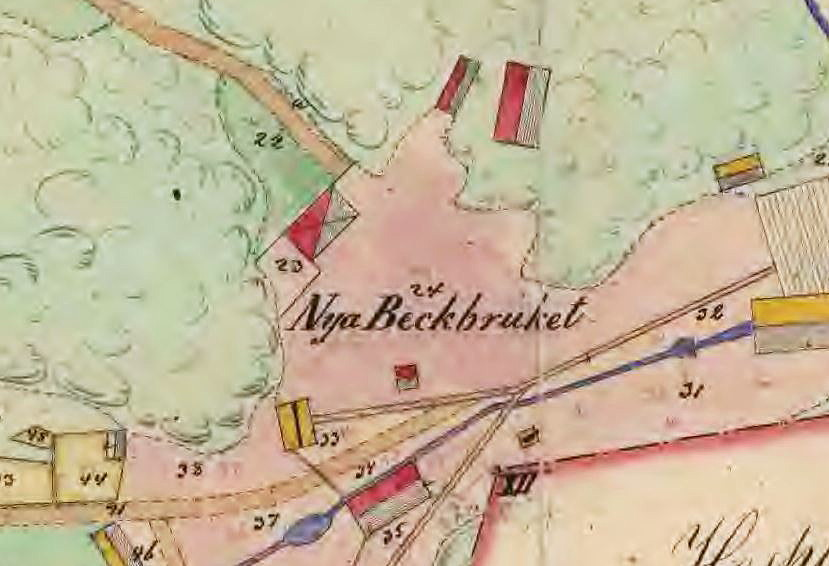
Boningshuset (23), 1865.

Det lilla gulputsade stenhuset byggdes ursprungligen som bostad för chefen vid det beckbruk, kallad Nya Beckbruket, som låg här innan Finnboda varv anlades på 1870-talet. Beckbrukets verksamhet startades 1641 av holländaren Johan van Swindern, tillika direktör i det norrländska tjärhandelskompaniet. Anläggningen beskrevs av samtiden som ”et stådtliget werk” med ”Trenne beckpannor”. Nya Beckbruket vid Saltsjön var det ena av två beckbruk som låg på nordvästra Sicklaön, det andra fanns vid Gäddviken och var i drift mellan 1671 och 1825. På en karta från 1865 över Nya Beckbruket framgår byggnaden vid Finnbodabergets östra sluttning med trädgårdstäppa (23 och 24) och beckugnen (35). Boningshuset uppfördes i två våningar med källare i suterräng mot öster med utvändigt planmått om cirka 13×7 meter. 
I brandförsäkringen från 1865 beskrivs byggnaden ingående. Fasaderna består av fogstruket tegel, förmodligen oputsad. I bottenvåningen ligger en tambur, två mindre rum och ett större (sal) samt köket. Övre våningen innehåller tambur, tre mindre rum och två kök. I 1874 års brandförsäkringshandlingar fastställs betydande förbättring av huset. Väggarna har putsats och strukits med kalkfärg. Inredningen är avsevärt elegantare än tidigare. Väggarna är överallt tapetserade utom i kök och hallar. Innertaken är pappspända och i bottenvåningen finns glaserade porslinskakelugnar med mässingsluckor. Med sitt brutna tak är huset en representant för empir- eller Karl Johanstilen som var modern på tidigt 1800-tal. Kring 1830-talet var denna stil emellertid inte det allra senaste inom arkitekturen. Verksamheten på Nya Beckbruket upphörde när Bergsunds mekaniska verkstad köpte besittningsrätten i Finnboda Beckbruksaktiebolag och anlade Finnboda slip 1874.

### Varvets chefsbostad

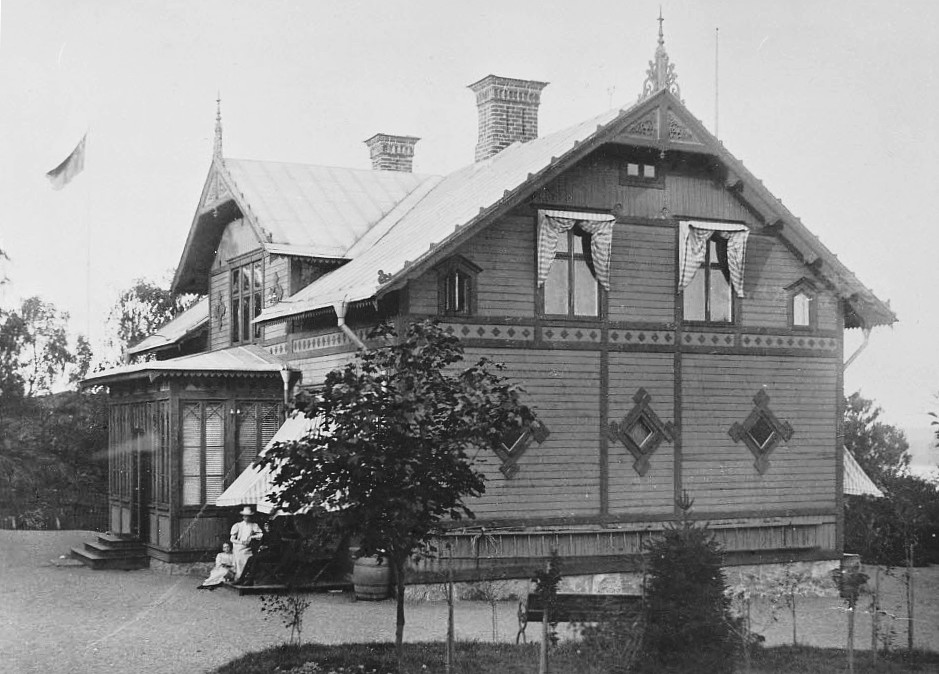
Nya disponentvillan, 1900.

När Bergsunds mekaniska verkstad lät etablera Finnboda slip blev huset bostad för varvschefen. I anslutning till chefsbostaden byggdes så småningom ett tiotal tjänstemannavillor och ett litet brukssamhälle växte fram på berget ovanför varvet. De flesta revs när HSB:s flerbostadshus vid Finnbodavägen uppfördes här på 1990-talet. 
Chefsbostaden förlorade 1890 sin ursprungliga betydelse sedan en ny disponentbostad tillkom strax väster om den gamla. Den senare byggdes istället om till att rymma två eller flera lägenheter för förmän med familjer. Den nya disponentbostaden var ett påkostat trähus med veranda i två våningar och smycket med riklig lövsågeri. Villan byggdes år 1890 av AB Ekmans Mekaniska Snickerifabrik och första disponent som flyttade in var överingenjören Kurt von Schmalensée med familj.
På samtida fotografier syns att huset hade en förstukvist mot öster till vilken en trappa ledde. Under förstukvisten fanns ingången till källaren. Byggnadens fasader har en ljust avfärgad puts (troligen vitt eller ljusockra). Den nya disponentbostaden, en trävilla med sadeltak, står strax ovanför och är idag riven. Numera står stenhuset från 1830 nära en utsprängd bergsbrant som skapades först på 1930-talet för att vinna mera plats på varvsområdet. Innan dess trappade berget mjukt ner till beckbruket, senare varvsområdet.

Historiska bilder
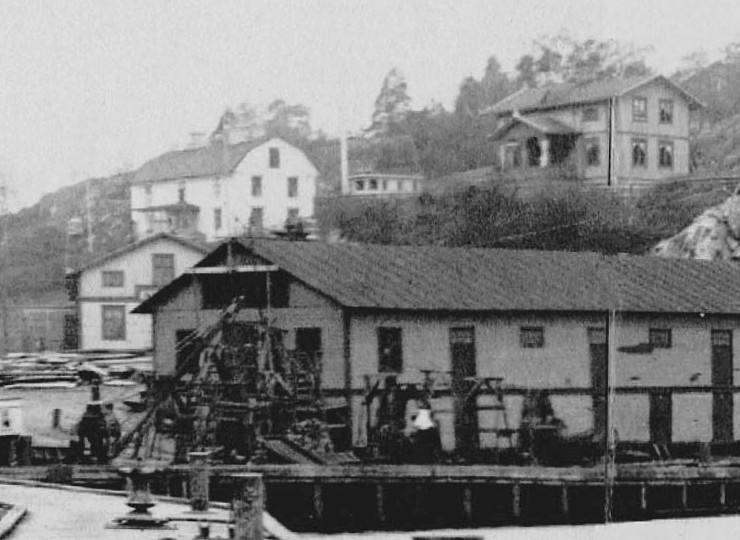
Nya chefsbostaden till höger och gamla till vänster, 1890-tal.
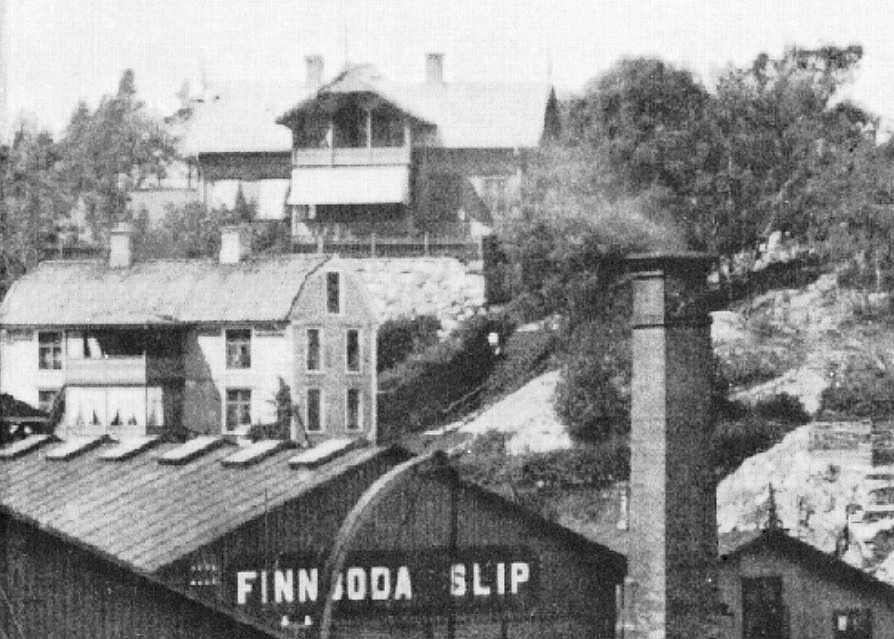
Varvets gamla (närmast till vänster) och nya chefsbostad (på backen ovanför), 1895.
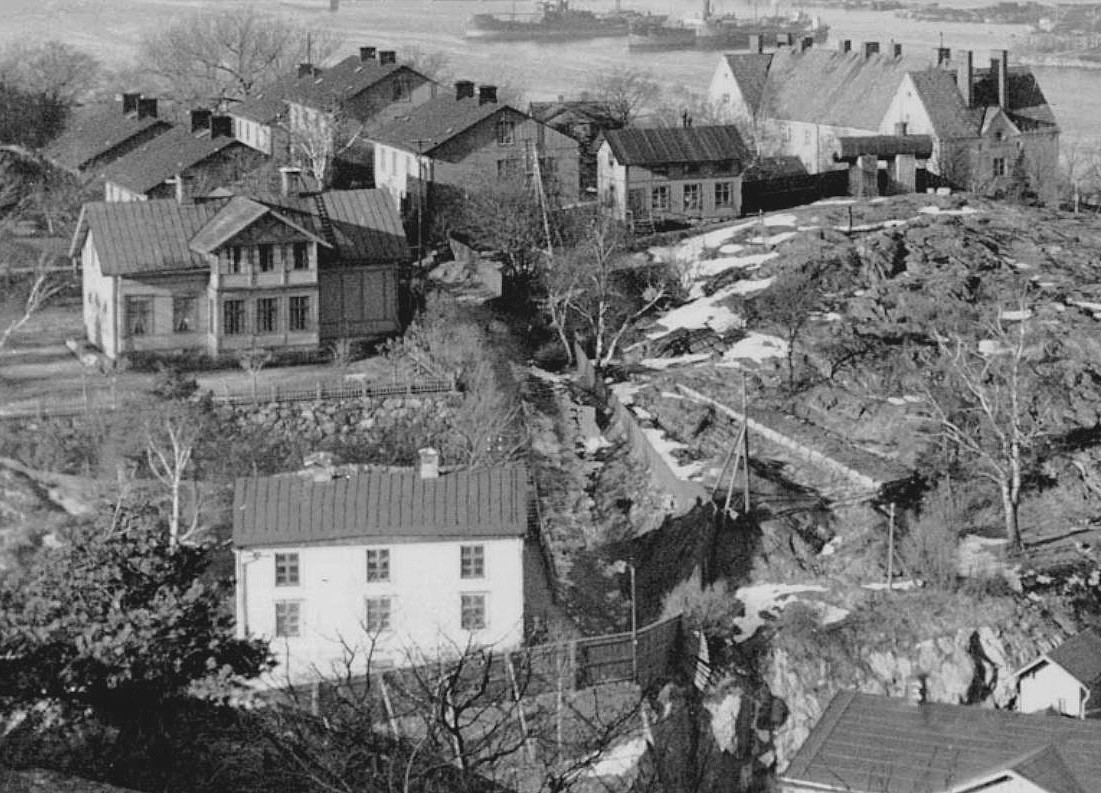
Varvets bostadsbebyggelse på Danviksklippan med gamla chefsbostaden i förgrunden och den nya bakom, 1938.
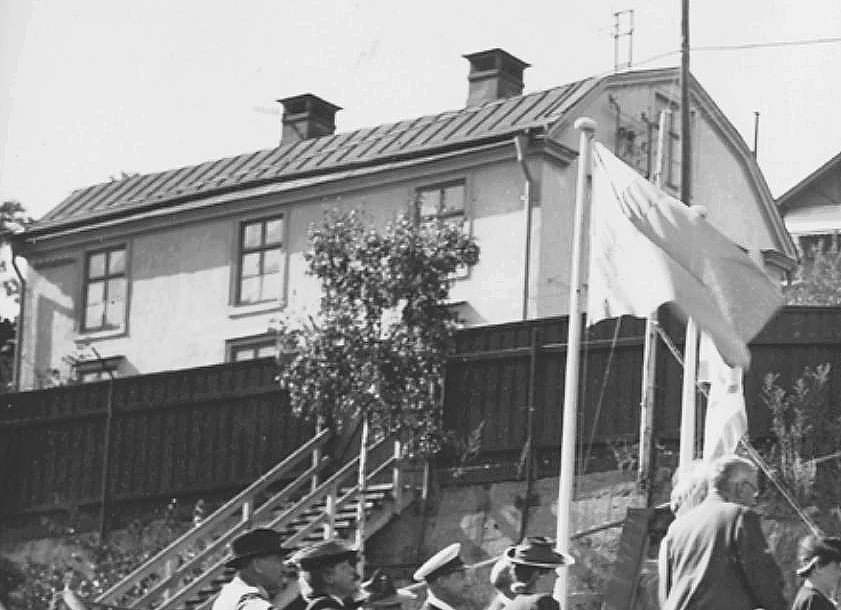
Bostadshuset 1942. En trappa leder ner till varvsområdet.

### Husets vidare öden

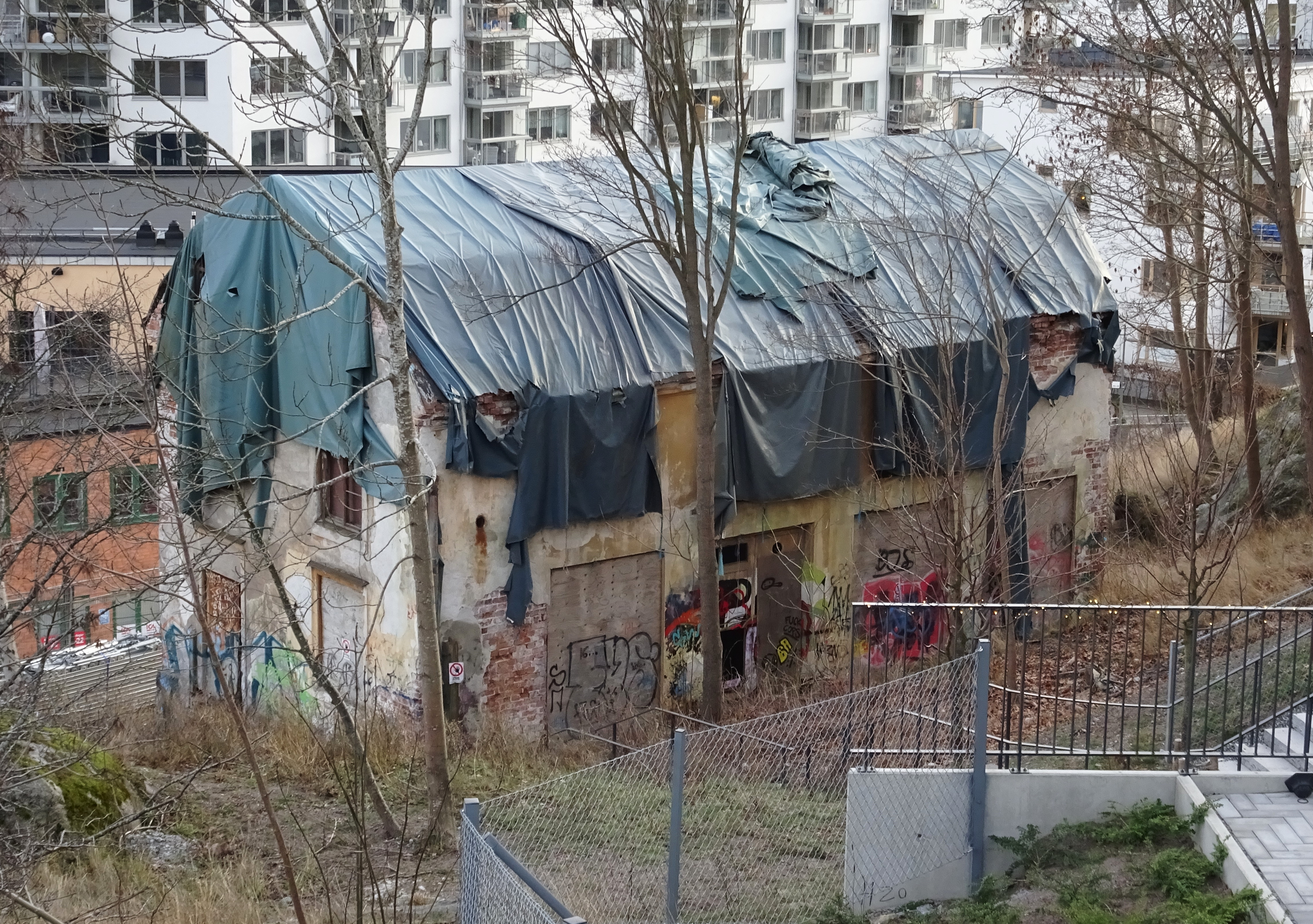
Byggnaden i januari 2022.

På 1940-talet förlorade huset sin ursprungliga funktion som bostad när det byggdes om för att inhysa varvets ställverk. Ingreppet blev omfattande för att skapa plats för transformatorer och övrig elektrisk utrustning. Bland annat sattes flera fönster igen med stålplåt och transformatorrummet fick höga pardörrar mot väster som rymde var sin transformator på räls. Efter omkring 1959 användes ställverket inte länge och den gamla chefsbostaden har sedan dess stått oanvänd och börjat förfalla. 
Fastigheten förvärvades 1997 av HSB. När huset skall upprustas är oklart, enligt gällande detaljplan får det inte rivas och inte heller exteriört förvanskas. Enligt HSB är renoveringen kopplad till projekt Finnboda Trädgårdar på Finnbodaberget (rakt ovanför chefsbostaden). Byggstart planerades ursprungligen under 2017. Fastigheten har 2022 förvärvats av Engelbrekt Utvecklings AB som vill rusta upp chefsbostaden.

## Andra bevarade byggnader från varvstiden
- Finnboda varvs affärs- och ritkontor
- Finnboda varvs ångmaskinverkstad
- Finnboda varvs svets- och verkstadshall
- Finnboda varvs snickeri- och timmermansverkstad
- Finnboda varvs marketenteri
- Finnboda varvs verkstadskontor